# 维莱帕特拉
维莱尔帕特拉（法語：Villers-Patras）是法国科多尔省的一个市镇，属于蒙巴尔区（Montbard）塞纳河畔沙蒂隆县（Châtillon-sur-Seine）。该市镇总面积6.3平方公里，2009年时的人口为93人。

## 人口
维莱尔帕特拉人口变化图示